# Petit Verdot

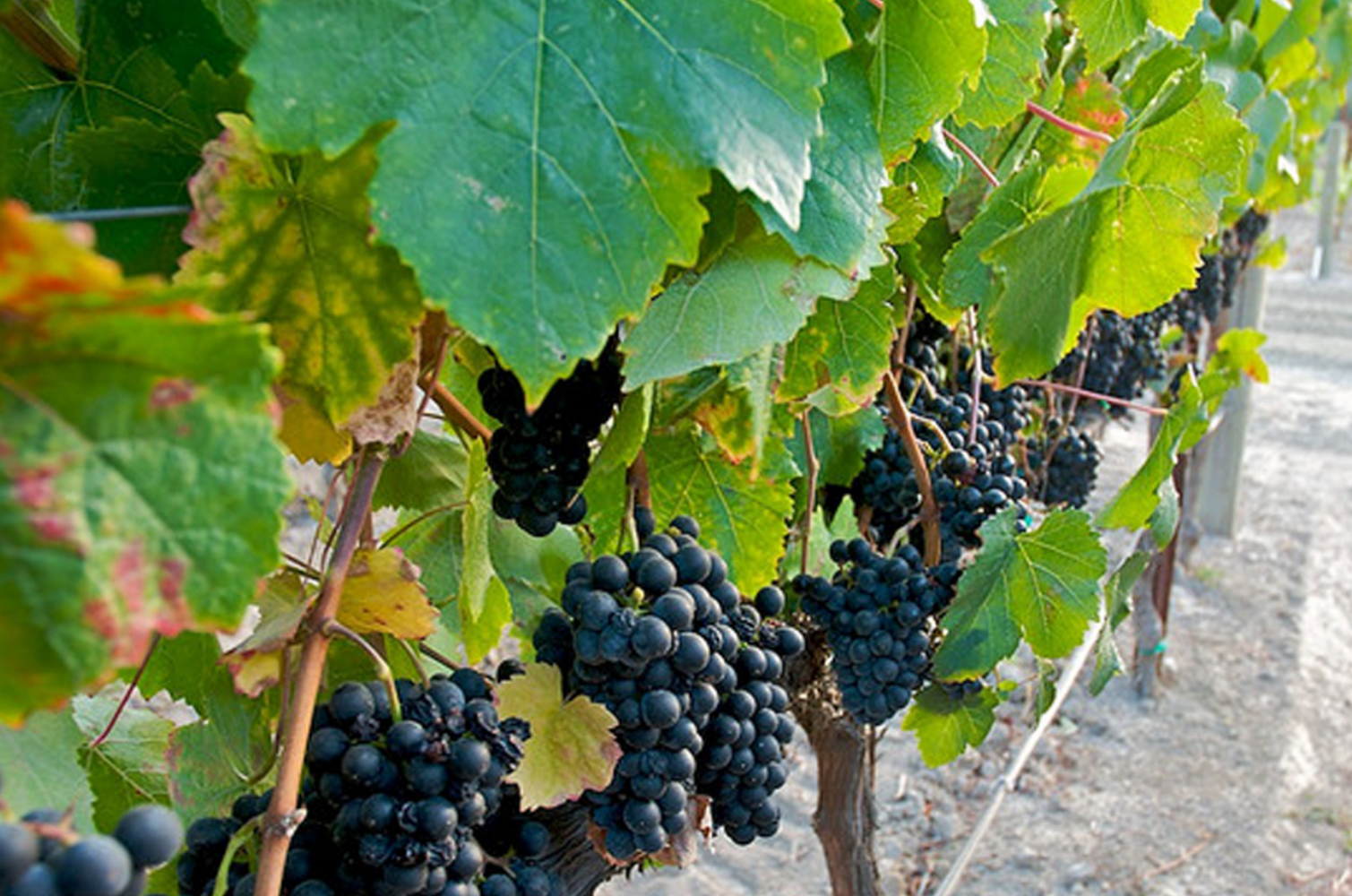
Petit verdot-druif

De petit verdot is een blauwe druivensoort.

## Kenmerken
De druif, die een dikke schil heeft, is zeer klein en heeft een laag rendement. Dit wanneer de druif al rendement levert want doordat de druif erg laat rijpt, gebeurt het regelmatig dat deze niet tot volle wasdom komt. Qua smaak lijkt de druif op de syrah: kruidig, vol en complex. De druif heeft veel tannine's waardoor de wijnen waarin deze druif verwerkt is vaak een lange bewaartijd hebben.

## Gebruik
Volgens kenners kan de druif bij het maken van een topwijn het verschil maken tussen fantastisch en fabuleus. Met zijn lage rendement en een late oogsttijd, en daarmee grote risico's, is het verbouwen van deze druif in Frankrijk alleen mogelijk voor grote, rijke wijnbouwers. Deze zijn niet afhankelijk van de toegevoegde waarde van deze druif in een blend met andere druivensoorten. 
In de nieuwe wijnlanden komt deze druif steeds vaker voor in de vorm van een cépage.

## Gebieden
Terwijl de druif in de Bordeaux langzaam aan het uitsterven was, kwam de redding uit warmere gebieden. Tegenwoordig vindt men de druif in de Bordeaux, Languedoc-Roussillon en Spanje, zij het in kleine getale. In landen als Californië, Australië, Chili en Zuid-Afrika wordt de betekenis van deze druif steeds groter.

## Synoniemen[1]
- Kleiner Grünling
- Bonton blanc
- Bouton
- Carmelin
- Heran
- Herrant
- Lambrusquet
- Lambrusquet noir

- Petit verdau
- Petit verdot nero
- Petit verdot noir
- Plant de Palus
- Verdau
- Verdot
- Verdot rouge